# Sindaci di Ascoli Piceno
Di seguito l'elenco cronologico dei sindaci di Ascoli Piceno e delle altre figure apicali equivalenti che si sono succedute nel corso della storia.

## Regno d'Italia (1861-1946)
| Periodo           | Periodo           | Primo cittadino              | Partito                    | Carica                     | Note |
| ----------------- | ----------------- | ---------------------------- | -------------------------- | -------------------------- | ---- |
| 22 ottobre 1860   | 14 marzo 1861     | Giambattista Marcatili       |                            | Presidente                 | -    |
| 14 marzo 1861     | 30 gennaio 1863   | Marco Sgariglia              |                            | Sindaco di nomina Regia    | -    |
| 1 febbraio 1863   | 18 maggio 1864    | Francesco Salvati            |                            | Sindaco di nomina Regia    | -    |
| 19 maggio 1864    | 14 dicembre 1866  | Giambattista Marcatili       |                            | Sindaco di nomina Regia    | -    |
| 28 agosto 1869    | 16 febbraio 1870  | Apelle Cantalamessa          | -                          | Commissario straord. Regio | -    |
| 17 febbraio 1870  | 29 ottobre 1873   | Lorenzo Carfratelli          |                            | Sindaco di nomina Regia    | -    |
| 23 aprile 1874    | 18 luglio 1875    | Achille Panichi              |                            | Sindaco di nomina Regia    | -    |
| 16 marzo 1876     | 21 febbraio 1880  | Lorenzo Carfratelli          |                            | Sindaco di nomina Regia    | -    |
| 14 ottobre 1880   | 30 marzo 1884     | Menecrate Piccinini          |                            | Sindaco di nomina Regia    | -    |
| 30 marzo 1884     | 30 maggio 1885    | Camillo Eugenio Garrone      | -                          | Commissario straord. Regio | -    |
| 28 maggio 1885    | 16 ottobre 1887   | Alessandro Saladini Pilastri |                            | Sindaco di nomina Regia    | -    |
| 12 settembre 1888 | 14 novembre 1889  | Erasmo Mari                  |                            | Sindaco di nomina Regia    | -    |
| 14 novembre 1889  | 25 luglio 1892    | Erasmo Mari                  |                            | Sindaco                    | -    |
| 2 settembre 1892  | 12 dicembre 1892  | Carlo Baldovino              | -                          | Commissario straord. Regio | -    |
| 12 dicembre 1892  | 29 luglio 1893    | Cesare Cesari                |                            | Sindaco                    | -    |
| 29 luglio 1893    | 30 luglio 1893    | Domenico Priore              | -                          | Commissario prefettizio    | -    |
| 30 luglio 1893    | 20 gennaio 1894   | Carlo Chiaro                 | -                          | Commissario prefettizio    | -    |
| 20 gennaio 1894   | 17 ottobre 1901   | Cesare Cesari                |                            | Sindaco                    | -    |
| 17 ottobre 1901   | 4 aprile 1903     | Alessandro Corsini           |                            | Sindaco                    | -    |
| 4 aprile 1903     | 23 aprile 1903    | Giuseppe Isola               | -                          | Commissario prefettizio    | -    |
| 23 aprile 1903    | 4 luglio 1903     | Gaetano Gargiulo             | -                          | Commissario straord. Regio | -    |
| 4 luglio 1903     | 9 dicembre 1906   | Luigi Mazzoni                |                            | Sindaco                    | -    |
| 9 dicembre 1906   | 31 gennaio 1907   | Luigi Bonacini               | -                          | Commissario straord. Regio | -    |
| 31 gennaio 1907   | 15 giugno 1907    | Enrico Cerboni               | -                          | Commissario straord. Regio | -    |
| 15 maggio 1907    | 21 luglio 1910    | Domenico Garzia Civico       |                            | Sindaco                    | -    |
| 21 luglio 1910    | 13 agosto 1910    | Giacomo Martinelli           | -                          | Commissario prefettizio    | -    |
| 13 agosto 1910    | 17 dicembre 1910  | Domenico Garzia Civico       |                            | Sindaco                    | -    |
| 17 dicembre 1910  | 12 gennaio 1911   | Decio Tabanelli              | -                          | Commissario prefettizio    | -    |
| 12 gennaio 1911   | 5 novembre 1913   | Benito Mari                  |                            | Sindaco                    | -    |
| 5 novembre 1913   | 22 aprile 1914    | Antonio Zanon                | -                          | Commissario prefettizio    | -    |
| 22 aprile 1914    | 3 agosto 1914     | Michele Varriale             | -                          | Commissario prefettizio    | -    |
| 3 agosto 1914     | 14 luglio 1919    | Giuseppe Maria De Marzi      |                            | Sindaco                    | -    |
| 14 luglio 1919    | 16 giugno 1920    | Domenico Garzia Civico       |                            | Sindaco di nomina Regia    | -    |
| 17 luglio 1920    | 9 settembre 1920  | Domenico Taliani             |                            | Sindaco                    | -    |
| 25 ottobre 1920   | 26 febbraio 1923  | Benito Mari                  |                            | Sindaco                    | -    |
| 26 febbraio 1923  | 18 luglio 1923    | Francesco Saverio Del Bello  | -                          | Commissario prefettizio    | -    |
| 18 luglio 1923    | 1 luglio 1924     | Giuseppe Ercolani            |                            | Sindaco                    | -    |
| 1 luglio 1924     | 25 maggio 1926    | Augusto Franchi              |                            | Sindaco                    | -    |
| 25 maggio 1926    | 9 luglio 1926     | Giuseppe Boccaloni           | -                          | Commissario prefettizio    | -    |
| 9 luglio 1926     | 19 settembre 1926 | Giuseppe Boccaloni           | -                          | Commissario straord. Regio | -    |
| 19 settembre 1926 | 1 ottobre 1926    | Tito Vittoriani              | -                          | Commissario prefettizio    | -    |
| 1 ottobre 1926    | 16 dicembre 1926  | Giuseppe Boccaloni           | -                          | Commissario straord. Regio | -    |
| 16 dicembre 1926  | 18 dicembre 1930  | Francesco Merli              | Partito Nazionale Fascista | Podestà                    | -    |
| 23 dicembre 1930  | 15 gennaio 1931   | Ettore Cuscianna             | -                          | Commissario prefettizio    | -    |
| 15 gennaio 1931   | 28 agosto 1931    | Giuseppe Giannelli           | -                          | Commissario prefettizio    | -    |
| 28 agosto 1931    | 27 luglio 1933    | Giuseppe Ercolani            | Partito Nazionale Fascista | Podestà                    | -    |
| 27 luglio 1933    | 2 febbraio 1934   | Raffaele Serena              | -                          | Commissario prefettizio    | -    |
| 6 febbraio 1934   | 20 marzo 1934     | Adolfo Memmo                 | -                          | Commissario prefettizio    | -    |
| 20 marzo 1934     | 10 aprile 1935    | Roberto Fradella             | -                          | Commissario prefettizio    | -    |
| 10 aprile 1935    | 29 novembre 1943  | Carlo Tacchi Venturi         | Partito Nazionale Fascista | Podestà                    | -    |
| 29 novembre 1943  | 11 giugno 1944    | Mario Galanti                | -                          | Commissario prefettizio    | -    |
| 11 giugno 1944    | 21 luglio 1944    | Michele Di Giacomo           | -                          | Commissario prefettizio    | -    |
| 21 luglio 1944    | 4 settembre 1944  | Stefano Piani                | -                          | Commissario prefettizio    | -    |
| 4 settembre 1944  | 29 aprile 1946    | Serafino Orlini              | Democrazia Cristiana       | Sindaco                    | -    |

## Repubblica Italiana (dal 1946)
| Sindaci eletti dal Consiglio comunale (1946-1995)    | Sindaci eletti dal Consiglio comunale (1946-1995) | Sindaci eletti dal Consiglio comunale (1946-1995) | Sindaci eletti dal Consiglio comunale (1946-1995) | Sindaci eletti dal Consiglio comunale (1946-1995) | Sindaci eletti dal Consiglio comunale (1946-1995) | Sindaci eletti dal Consiglio comunale (1946-1995) | Sindaci eletti dal Consiglio comunale (1946-1995) | Sindaci eletti dal Consiglio comunale (1946-1995) |
| Nominativo                                           | Nominativo                                        | Partito                                           | Partito                                           | Partito                                           | Partito                                           | Mandato                                           | Mandato                                           | Elezione                                          |
| Nominativo                                           | Nominativo                                        | Partito                                           | Partito                                           | Partito                                           | Partito                                           | Inizio                                            | Fine                                              | Elezione                                          |
| ---------------------------------------------------- | ------------------------------------------------- | ------------------------------------------------- | ------------------------------------------------- | ------------------------------------------------- | ------------------------------------------------- | ------------------------------------------------- | ------------------------------------------------- | ------------------------------------------------- |
|                                                      | Serafino Orlini                                   |                                                   | Democrazia Cristiana                              | Democrazia Cristiana                              | Democrazia Cristiana                              | 29 aprile 1946                                    | 1951                                              | Elezione 1946                                     |
| 1951                                                 | Serafino Orlini                                   | 1956                                              | Democrazia Cristiana                              | Democrazia Cristiana                              | Democrazia Cristiana                              | Elezione 1951                                     |                                                   |                                                   |
| 1956                                                 | Serafino Orlini                                   | 29 dicembre 1960                                  | Democrazia Cristiana                              | Democrazia Cristiana                              | Democrazia Cristiana                              | Elezione 1956                                     |                                                   |                                                   |
|                                                      | Mario Cataldi                                     |                                                   | Democrazia Cristiana                              | Democrazia Cristiana                              | Democrazia Cristiana                              | 29 dicembre 1960                                  | 1964                                              | Elezione 1960                                     |
| 1964                                                 | Mario Cataldi                                     | 31 maggio 1965                                    | Democrazia Cristiana                              | Democrazia Cristiana                              | Democrazia Cristiana                              | Elezione 1964                                     |                                                   |                                                   |
|                                                      | Filippo Culcasi (Commissario prefettizio)         | –                                                 | –                                                 | –                                                 | –                                                 | 31 maggio 1965                                    | 2 luglio 1966                                     | –                                                 |
|                                                      | Pacifico Saldari                                  |                                                   | Democrazia Cristiana                              | Democrazia Cristiana                              | Democrazia Cristiana                              | 23 luglio 1966                                    | 13 dicembre 1969                                  | Elezione 1966                                     |
|                                                      | Vincenzo Aliberti                                 |                                                   | Democrazia Cristiana                              | Democrazia Cristiana                              | Democrazia Cristiana                              | 23 dicembre 1969                                  | 2 settembre 1971                                  | Elezione 1966                                     |
|                                                      | Antonio Orlini                                    |                                                   | Democrazia Cristiana                              | Democrazia Cristiana                              | Democrazia Cristiana                              | 2 settembre 1971                                  | 1976                                              | Elezione 1971                                     |
| 1976                                                 | Antonio Orlini                                    | 1º dicembre 1978                                  | Democrazia Cristiana                              | Democrazia Cristiana                              | Democrazia Cristiana                              | Elezione 1976                                     |                                                   |                                                   |
|                                                      | Luigi De Santis                                   |                                                   | Democrazia Cristiana                              | Democrazia Cristiana                              | Democrazia Cristiana                              | Elezione 1976                                     | 7 dicembre 1978                                   | 2 giugno 1980                                     |
|                                                      | Ugo De Santis                                     |                                                   | Democrazia Cristiana                              | Democrazia Cristiana                              | Democrazia Cristiana                              | Elezione 1976                                     | 3 luglio 1980                                     | 30 agosto 1981                                    |
|                                                      | Mario Cataldi                                     |                                                   | Democrazia Cristiana                              | Democrazia Cristiana                              | Democrazia Cristiana                              | 31 agosto 1981                                    | 3 luglio 1985                                     | Elezione 1981                                     |
|                                                      | Gianni Forlini                                    |                                                   | Democrazia Cristiana                              | Democrazia Cristiana                              | Democrazia Cristiana                              | 3 luglio 1985                                     | 6 maggio 1987                                     | Elezione 1985                                     |
|                                                      | Aldo Loreti                                       |                                                   | Partito Socialista Democratico Italiano           | Partito Socialista Democratico Italiano           | Partito Socialista Democratico Italiano           | 6 maggio 1987                                     | 13 novembre 1987                                  | Elezione 1985                                     |
|                                                      | Amedeo Ciccanti                                   |                                                   | Democrazia Cristiana                              | Democrazia Cristiana                              | Democrazia Cristiana                              | 13 novembre 1987                                  | 26 giugno 1990                                    | Elezione 1985                                     |
|                                                      | Carlo Mario Nardinocchi                           |                                                   | Democrazia Cristiana                              | Democrazia Cristiana                              | Democrazia Cristiana                              | 26 giugno 1990                                    | 15 febbraio 1993                                  | Elezione 1990                                     |
|                                                      | Gino Andreani                                     |                                                   | Democrazia Cristiana                              | Democrazia Cristiana                              | Democrazia Cristiana                              | 15 febbraio 1993                                  | 31 marzo 1994                                     | Elezione 1990                                     |
|                                                      | Nazzareno Cappelli                                |                                                   | Forza Italia                                      | Forza Italia                                      | Forza Italia                                      | 31 marzo 1994                                     | 9 maggio 1995                                     | Elezione 1990                                     |
| Sindaci eletti direttamente dai cittadini (dal 1995) |                                                   |                                                   |                                                   |                                                   |                                                   |                                                   |                                                   |                                                   |
| Nominativo                                           | Nominativo                                        | Partito                                           | Partito                                           | Coalizione                                        | Coalizione                                        | Mandato                                           | Mandato                                           | Elezione                                          |
| Nominativo                                           | Nominativo                                        | Partito                                           | Partito                                           | Coalizione                                        | Coalizione                                        | Inizio                                            | Fine                                              | Elezione                                          |
|                                                      | Roberto Allevi                                    |                                                   | Partito Democratico della Sinistra                |                                                   | PDS-PRC-PdD-FdV                                   | 9 maggio 1995                                     | 17 giugno 1999                                    | Elezione 1995                                     |
|                                                      | Piero Celani                                      |                                                   | Forza Italia                                      |                                                   | AN-FI-UDC                                         | 17 giugno 1999                                    | 14 giugno 2004                                    | Elezione 1999                                     |
|                                                      | Piero Celani                                      | AN-FI-UDC                                         | Forza Italia                                      | 14 giugno 2004                                    | 14 marzo 2009                                     | Elezione 2004                                     |                                                   |                                                   |
|                                                      | Fabio Costantini (Commissario prefettizio)        | –                                                 | –                                                 | –                                                 | –                                                 | 16 marzo 2009                                     | 5 aprile 2009                                     | –                                                 |
| Fabio Costantini (Commissario straordinario)         | 6 aprile 2009                                     | –                                                 | –                                                 | –                                                 | –                                                 | 23 giugno 2009                                    |                                                   | –                                                 |
|                                                      | Guido Castelli                                    |                                                   | Il Popolo della Libertà                           |                                                   | PdL-L. civiche                                    | 24 giugno 2009                                    | 28 maggio 2014                                    | Elezione 2009                                     |
|                                                      | Guido Castelli                                    | Forza Italia                                      |                                                   | FI-FdI-NCD-L. civiche                             | 28 maggio 2014                                    | 11 giugno 2019                                    | Elezione 2014                                     |                                                   |
|                                                      | Marco Fioravanti                                  |                                                   | Fratelli d'Italia                                 |                                                   | Lega-FdI-L. civiche                               | 11 giugno 2019                                    | 13 giugno 2024                                    | Elezione 2019                                     |
|                                                      | Marco Fioravanti                                  | FdI-Lega-NM-FI-L. civiche                         | Fratelli d'Italia                                 | 13 giugno 2024                                    | in carica                                         | Elezione 2024                                     |                                                   |                                                   |